# Adam Mrozowski
Adam Mrozowski (ur. 5 stycznia 1872 w Irenie, zm. 26 lutego 1946 w Ostrowcu Świętokrzyskim) – działacz Narodowej Demokracji, działacz społeczny i samorządowy, poseł na Sejm I kadencji II Rzeczypospolitej.
Pełnił funkcję burmistrza Ostrowca Świętokrzyskiego, a od 1924 pierwszego prezydenta miasta. W czasie okupacji niemieckiej stał na czele oddziału Polskiego Czerwonego Krzyża w Ostrowcu.
Został pochowany na Cmentarzu Parafialnym w Ostrowcu, przy ul. Denkowskiej.
Od 2009 w Ostrowcu Świętokrzyskim istnieje ulica jego imienia.